# Синій сік
«Синій сік» (англ. Blue Juice) — британська комедійна драма 1995 року режисера Карла Пречезера з Шоном Пертві, Кетрін Зета-Джонс, Юеном Мак-Грегором і Стівеном Макінтошем у головних ролях. У ній розповідається про те, як Джей Сі (Пертві) намагається примирити свій спосіб життя серфінгіста та друзів-невдах із тиском своєї дівчини (Джонс) вимагати дорослішання. Дія фільму розгорталася в Корнуоллі, «Синій сік» випущений 1995 року компанією Film4 Productions (тоді — FilmFour).

## Синопсис
Колишній чемпіон з серфінгу, інструктор Джей Сі мав намір відправитися з коханою дівчиною у навколосвітню подорож, але його плани перекриваються несподіваним прибуттям старих друзів, і це починає розколювати відносини з Хлоєю. Приїзд друзів не розв'язує конфлікт, але, навпаки, загострює вже наявну напругу та невдоволення власними амбіціями. Надто, кожен з їхніх лондонських знайомих приховує свої власні проблеми, комплекси та темні таємниці.

## Акторський склад

### Основний
- Кетрін Зета-Джонс — Хлоя
- Шон Пертві — Джей Сі
- Юен Мак-Грегор — Дін Реймонд
- Стівен Макінтош — Джош Тамбіні
- Пітер Ганн — Террі Колкотт

### Актори другого плану
- У фільмі «Синій сік» з'являється Дженні Егаттер у ролі Мері Фентон — актриси на пенсії, яка стала власницею готелю, а раніше була відома своєю роллю Ґвіневери у вигаданому телешоу «Лицарі Артура».
- У фільмі також представлений соул-співак Едвін Старр у ролі соул-виконавця Оссі Сендса. Представлені пісні були записані Старром для фільму. Продовжуючи тему Northern Soul, виступає легендарний соул і фанк-діджей Кеб Дардж. Його можна побачити в жовтому топі, танцюючим на дискотеці в сільській ратуші. У сцені студії звукозапису звукорежисера грає Пол Рейнольдс, чия найбільша роль до «Синього соку» була роль Крістофера Крейга, спільника Дерека Бентлі у фільмі «Let Him Have It» 1991 року.
- Кіт Аллен зіграв невелику роль Майка, редактора бульварної газети, який платить персонажу Юена Мак-Грегора, Діну, за історії про продюсера Джоша.
- Роль Шейпера, яку зіграв Гіткот Вільямс, також була запропонована Найджелу Террі, найбільш відомому за своєю роллю короля Артура у фільмі Джона Бурмана «Excalibur» 1981 року.
- Марк Фрост, який зіграв Лося, з'явився в мильній опері телемережі ITV «Echo Beach» 2008 року, дія якої також розгортається на узбережжі Корнуолла та містить аспекти культури серфінгу. Також частиною серфінгу була дівчина з Корнуолла Андрея Воррі, яка з'являється протягом усього фільму, але найбільше її можна побачити в сцені з кафе, де Джош намагається заплатити за їжу Джуніора своєю кредитною карткою. Після «Синього соку» Воррі брала участь у телешоу «Gladiators» (1992—2000), у вересні 2005 року стала найкращим кайтсерфером у світі та встановила світовий рекорд дистанції для кайтсерфінгу, подорожуючи від Корнуолла до Ірландії. Іншого серфера зіграв Мартін Дорі, автор книги «The Campervan Cookbook» і ведучий серіалу BBC2 «One Man and His Campervan».
- Дитину Хлої та Джей Сі грає Астрід Вегелін, донька гримерки фільму Кірстін Вегелін.

## Виробництво

### Гардероб і реквізит
Багато персонажів фільму одягнені в одяг благодійної організації «Серфінгісти проти стічних вод» «Surfers Against Sewage». Багато персонажів також носять австралійський одяг для серфінгу Mambo Graphics і капелюхи Stüssy. Гідрокостюми, використані у фільмі та рекламних знімках, були виготовлені брендом Cornish Surf Gul. Інші бренди серфінгу, які можна побачити у фільмі у вигляді наклейок чи одягу, включають Body Glove і Quiksilver.
Наклейки та плакати «Серфінгісти проти стічних вод» широко використовуються у фільмі, їх можна побачити в сценах в Aqua Shack і на синьому фургоні Bedford CF, яким керують Джей Сі та Хлоя для школи серфінгу.
У сцені, де Джей Сі з'являється оголеним, окрім чорної шкарпетки, Пертві використовував клейку стрічку для париків, щоб утримувати носок: «…Я придумала цю геніальну хитрість — намотати на свого „хлопця“ скотч. Ви не повірите, як важко це зняти…». В інтерв'ю FHM 1995 року Зета-Джонс згадувала про зйомки сцени з носком: «Це був коричневий Marks & Spencer. Якби це був Stüssy або щось подібне, це було б цікавіше».
Дублером Пітера Ганна, який грва Террі, був професійний серфер Стів Інгленд. Щоб відтворити зовнішній вигляд і більшу статуру Ганна, йому довелося підстригти довге волосся та одягнути два гідрокостюми з рушниками навколо живота.
У фільмі згадується персонаж коміксів 1960-х років Срібний Серфер. Дорогою, щоб знайти рейв, Джей Сі, Джош, Дін і Террі повз чоловіка, повністю пофарбованого в срібло, зі срібною дошкою для серфінгу махає їм. Террі, під впливом наркотиків, які постачає Дін, потім копіює це, фарбуючи себе в срібло.
В історії є пара помилок. Рано, коли діджей на радіо повідомляє, що корови прийдуть доїти, він переривається на стадо герефордської худоби, що блокує дорогу. Герефорди вирощуються для отримання яловичини, а не молока. У сцені, де обговорюється казино Wigan, порядок записів «Три до восьми» неправильний.
Червоно-жовта дошка для серфінгу TASTY, яку Юен Мак-Грегор використав у фільмі, була продана на аукціоні пам'ятних фільмів у 2001 році в Sotheby's у Нью-Йорку, щоб зібрати гроші для дітей, народжених зі СНІДом в Африці.

### Місця зйомок
Дія більшої частини фільму розгортається в Корнуоллі й знімається там, багато сцен насправді вирізано, показуючи кілька різних пляжів і сіл, ніби всі вони розташовані поруч, що дозволяє об'єднати основні частини Корнуолла в одне місце. Основне місце розташування Aqua Shack знаходиться в Маузулі, врізаному в Сент-Айвзі, тоді як інші місця в Корнуоллі включали скелю високо над Чапел-Порт для містичних водоростей, Годріві, Ньюкі та Сент-Айвз для деяких вуличних сцен. Сцена, знята на залізничній станції, була в Сент-Ерті, неподалік від Гейла. На карті, яку досліджували Джей Сі, Джош і Дін, намагаючись з'ясувати, куди поїхав Террі на велосипеді, показано Годрів-Пойнт і дорогу B3301 за кілька миль на північ від Гейла. Сцена, де Джей Сі та Хлоя сперечаються через лобове скло фургона, відбувається в долині Тревеллас-Порт-Веллі, також відомої як Блакитні пагорби, між Сент-Агнес і Перранпортом. Розташування другої Aqua Shack — кафе Kynance Cove у Кайненс-Коув на Лізард-Пойнт. Ззовні готель, куди Джош і Дін ведуть Террі на чай з вершками, — це готель Tregenna Castle, однак внутрішні сцени були зняті в готелі Pendley Manor у Трингу (Гартфордшир), тоді як сцену з сільською ратушею було знято в Роуз-Гілл, щойно біля Бункерс-Гілл у районі Дауналонг у Сент-Айвзі.
Епізоди великих хвиль і серфінгу були зняті у Фамарі, Лансароте, а кілька великих планів були зняті в спеціальному хвильовому басейні, як показано в документальному фільмі, який супроводжує випуск DVD. Додаткові кадри були зняті в Лондоні та на Pinewood Studios. У 2008 році в інтерв'ю The Independent Шон Пертві заявив, що його улюбленим місцем на Британських островах є Сент-Агнес у Корнуоллі: «Я провів там багато часу, коли знімався „Синій сік“ про серферів. Прогулянка по вершині скель прекрасна».

## Саундтрек
- «Movin' On Up» — виконує Едвін Старр (кавер на пісню шотландського рок-гурту «Primal Scream»)
- «The Price of Pain» — виконує Едвін Старр
- «Freedom Bug» — виконує «Heavy Stereo», автор Гем Арчер
- «Get It On» — виконують Марк Болан і «T. Rex»
- «Leave Them All Behind» — виконує «Ride»
- «Half the Man» — написаний і виконаний «Jamiroquai»
- «Поєдинок» — виконує «Swervedriver»
- «Lonely for You Baby» — виконує Сем Діз
- «I Need Something Stronger» — виконує «Apollo 440»
- «You're the One» — виконує Джилліан Віздом
- «You Were the Dream» — виконує Роско Шелтон

Оригінальна музика до фільму була написана Саймоном Девісоном. Саундтрек ніколи не був комерційно доступним.

## Обкладинка DVD
Для випуску DVD 2000 року обкладинка диску для міжнародного ринку була перероблена із зображенням Мак-Грегора, який замінює Пертві, на обкладинці, хоча роль Мак-Грегора була меншою. Мак-Грегор зображений гладко поголеним і в гідрокостюмі, попри те, що його персонаж у фільмі мав бороду і довге волосся. Декілька рецензентів і споживачів звернули увагу на це, включно з рецензією на www.dvdverdict.com, у якій говориться: «Хоча цілком зрозуміла спроба продати диск споживачам, залишається сумнівним, чи цей маркетинговий крок переступає межі дезінформація».
Пізніший випуск на DVD у 2004 році повернувся до оригінальної ілюстрації з Пертві та Зетою-Джонс, а в наступному випуску у 2008 році оформлення було повністю перероблено з брендом FilmFour і свіжим зображенням Пертві та Зети-Джонс.